# Fågelvik (småort)
Fågelvik var mellan 2010 och 2015 en av SCB avgränsad och namnsatt småort på norra Ingarö i Värmdö kommun. Småorten omfattade bebyggelse väster om gården och den av SCB avgränsade bebyggelsen benämnd Fågelvik och Nykvarn, vilken fram till och med 2005 var namnsatt till Fågelvik. I samband med tätortsavgränsningen 2015 kom småorten att inkluderas i tätorten Brunn.